# ポエティックフレア
ポエティックフレア（英語: Poetic Flare、2018年3月26日 - ）は、アイルランドの競走馬である。

## 概要
2021年、3歳時にG1競走を7連戦し、そのうち2000ギニーステークスおよびセントジェームズパレスステークスの2競走を優勝。G1競走勝利の双方で父ドーンアプローチとの父仔制覇を達成した。ほか、2021年アイリッシュチャンピオンステークス3着など。 
主な勝ち鞍は2020年キラヴランステークス、2021年2000ギニーステークス、セントジェームズパレスステークス。通算11戦5勝。
現役引退後は日本の社台スタリオンステーションで種牡馬入りした。 

## 生い立ち - デビュー前
2018年3月26日、調教師のジム・ボルジャーによってアイルランドで生産される。
父は種牡馬のドーンアプローチ、母は繁殖牝馬のマリアリーで、どちらもボルジャーの自家生産馬である。また、2代前の父父ニューアプローチ、父母ヒムオブザドーン、2代母エリーダも、すべてボルジャーが調教師として手掛けた競走馬である。牝系は、3代母のサヴィアーからボルジャーが手掛けているものであり、サヴィアーを祖とする本馬の近親としてはテオフィロがいる。本馬のエクイノムスピード遺伝子は、父ドーンアプローチと同じく短距離向きのCC型である。
これらを背景に生産された本馬は、ボルジャーの夫人であるジャッキー・ボルジャーによって所有され、ボルジャーの甥ケンが経営するレッドモンドスタウンスタッドで育成され、生産者のボルジャーがその調教師を兼ねた。レーシングポスト紙のスティーヴ・デニスは、本馬をまさしく「ボルジャー・インコーポレイテッドの縮図」であると評している。主戦騎手はボルジャーの娘婿であるケヴィン・マニングとなった。

## 競走馬時代

### 2歳時（2020年）
2020年3月23日、ポエティックフレアは、アイルランド・ネース競馬場の第1競走として施行された2歳未勝利戦（5ハロン）で優勝し、2018年生まれのサラブレッドとしてアイルランド最初の競走勝ち馬となった。その後はCovid-19による開催中止や、本馬自身の成長のために約200日間不出走であった。10月10日、ニューマーケット競馬場で施行されたデューハーストステークス（G1、芝7ハロン）に出走して単勝26倍の10番人気に支持され、競走では道中を中団で運んだが伸びを欠いて勝ち馬セントマークスバシリカの10着となった。
その1週間後の10月17日、レパーズタウン競馬場で施行されたキラヴランステークス（G3、芝7ハロン）を優勝し、3戦2勝で2歳シーズンを終えた。
2歳時のポエティックフレアは、キラヴランステークス1着を評価対象に107ポンドのレーティングを与えられ、アイルランド調教の2歳馬として同年の20位タイに格付けされた。

### 3歳時（2021年）

#### 始動戦 - 2000ギニーステークス
2021年4月11日の準重賞アイリッシュ2000ギニートライアルステークス（芝7ハロン）で始動し、競走では好発から道中2番手で追走し、直線で先頭に立つと、最後は2着馬エースオージーに対して1馬身半差を付けて優勝した。
5月1日、ポエティックフレアは、イギリス・ニューマーケット競馬場のローリーマイルで施行される2000ギニーステークス（G1、芝8ハロン）に出走。凱旋門賞馬ファウンドの初仔である単勝5.5倍のバトルグラウンドを筆頭に出走馬5頭が1桁台のオッズに支持される混戦模様となり、その中で本馬は14頭立ての9番人気に留まった。競走では、各馬が中央を通る展開の中で、好発を決めて序盤を4番手で進めた本馬は、最後に内側を通った3番人気タイのマスターオブザシーズとの争いとなったが、これを短アタマ差抑えて優勝。写真判定の行われた接戦を制した。
5戦4勝でG1競走を初制覇としたポエティックフレアは、これによって、79歳の生産者および調教師ボルジャー、54歳の騎手マニングとともに、父ドーンアプローチと同競走の父仔制覇を達成した。競走後、ボルジャーは、「ニューマーケットの2000ギニーは世界最高の競走であると思いますし、それを勝つことが出来たのには大きな意味があります」と語った。また、これまでにニューアプローチ、ドーンアプローチ、セントジョヴァイト、テオフィロ、フィンシャルベオ、ギブサンクスなどを調教したボルジャーは、ポエティックフレアについて、自身がこれまで手掛けた中で最も完成度の高い競走馬であると評した。

#### 2000ギニー競走を連戦
2000ギニーを制したポエティックフレアは、距離面を考慮してダービーに出走せず、前走の15日後である5月16日にパリロンシャン競馬場で施行されたフランスの2000ギニー競走プールデッセデプーラン（G1、芝1600メートル）に出走。単勝3.7倍の1番人気に支持された。競走では、道中4番手を追走したが伸びを欠き、勝ち馬セントマークスバシリカの6着に敗れた。
プールデッセデプーランを6着とした2000ギニー馬ポエティックフレアは、その6日後にアイルランドへと転戦。5月22日カラ競馬場で施行された第100回アイリッシュ2000ギニー（G1、芝8ハロン）に出走した。競走では逃げを打った同馬主の僚馬マックスウィニーとの争いとなり、最後は同馬に短アタマ差遅れての2着に入った。これによって、本馬は1か月の間にクラシック競走を3回走る結果となった。

#### セントジェームズパレスステークス
3か国の2000ギニー競走を連戦したポエティックフレアは、ロイヤルアスコット開催の3歳牡馬限定戦セントジェームズパレスステークス（G1、芝7ハロン213ヤード）に出走。単勝4.5倍の1番人気に支持された。競走では、道中を3番手で追走し、最終直線の残り2ハロンを切った辺りから追い出されると、一気に後続との差を広げ、2着に入った2000ギニー3着馬のラッキーベガに対して4馬身1/4差を付けて優勝した。この着差は、21世紀に入ってからの同競走における最大着差であった。これによってG1競走を2000ギニーに続く2勝とした本馬は、ここでも父ドーンアプローチとの父仔制覇を達成することとなった。また、同競走では本馬を筆頭に上位3頭をアイルランド調教馬が独占した。
競走後、これまでにテオフィロやドーンアプローチを生産したボルジャーは、ポエティックフレアを「これまで私が生産した中でのベストホースですね」と最大限に評価した。英国競馬統括機構公式ハンデキャッパーのドミニク・ガーディナー＝ヒルは、本馬の勝利は同競走では2014年のキングマン以来最高のパフォーマンスであると評した。この勝利によるレーティングは122ポンドで、これによって、当時の芝マイル部門ではロッキンジステークス、クイーンアンステークスを連勝していた4歳馬パレスピアに次ぐ同年世界2位に位置づけられた。

#### G1競走を3連戦
セントジェームズパレスステークスを勝利したポエティックフレアは、その後、3歳時の本馬の中で始動戦以来最も長い出走間隔となる43日の休養を取った。そして、7月28日、グッドウッド競馬場で施行されたサセックスステークス（芝8ハロン）に出走。単勝2.375倍の1番人気に支持された。なお、当初は同競走への出走および本馬との対決が見込まれたパレスピアは、血液検査の結果からこれを回避している。競走では、道中3番手を追走し、最終直線では一旦抜け出したが、中団から運んだ3歳牝馬アルコールフリーに交わされて1馬身3/4差の2着に敗れた。
サセックスステークスを2着としたポエティックフレアは、その18日後の8月15日、ドーヴィル競馬場で施行されたジャックルマロワ賞（G1、芝1600m）に出走し、単勝1.7倍の1番人気馬パレスピアに次いで6.1倍の本馬が2番人気に支持された。競走では、本馬は外ラチ沿いを追走し、最後はパレスピアに迫ったものの2着に入線。同年のカルティエ賞最優秀古馬に選出される勝ち馬との着差はクビ差であった。その後、バーイードとの対決が注目された9月4日のムーランドロンシャン賞を直前で回避し、目標をアイリッシュチャンピオンステークスに切り替えて初の中距離戦に挑戦することとなった。
9月11日、レパーズタウン競馬場で施行されるアイリッシュチャンピオンズウィークエンドの初日主要競走であるアイリッシュチャンピオンステークス（G1、芝10ハロン）に出走。ここでは、G1競走4連勝中のセントマークスバシリカ、G1競走3勝を含む重賞5連勝中のタルナワとの対戦になった。4頭立ての人気はセントマークスバシリカが単勝1.83倍、タルナワが3.25倍、本馬が5.0倍の3番人気という順番で続いた。競走では、G3競走勝ち馬パトリックサースフィールドが逃げる展開となり、道中その2番手につけた本馬は、最終直線で内側を通って伸びたが、外から上位2頭に交わされて3着に入線。同年のカルティエ賞年度代表馬に選出される勝ち馬セントマークスバシリカとの着差は3/4馬身差であった。結果的にこれが本馬の現役時で最後の出走となった。

#### 現役引退
アイリッシュチャンピオンステークスを3着としたポエティックフレアは、その後ブリティッシュチャンピオンズデーのクイーンエリザベス2世ステークスが目標とされていたが、これを回避して現役競走馬を引退し、日本の社台スタリオンステーションのもとに種牡馬として売却された。ボルジャーの語ったところによれば、ボルジャー自身はポエティックフレアの4歳現役続行やアイルランドでの種牡馬入りを望んでいたが、この売却は、半商業的な競走馬事業を切り盛りしていくにはやむを得ないものであったのだという。11月8日に日本へと輸入された。
2021年アイルランドの年度代表表彰であるHRI賞では、年度代表馬候補にノミネートされた。2021年度ワールドベストレースホースランキングでは、本馬は、マイル部門のセントジェームズパレスステークス1着およびインターメディエイト部門のアイリッシュチャンピオンステークス3着を評価対象に122ポンドのレーティングを与えられ、同年の世界21位タイに格付けされた。この122ポンドは、同年のアイルランド調教馬の3歳マイル部門では最高の評価である。タイムフォーム社のレーティングでは、127ポンドで世界18位タイの評価となった。

## 競走成績
以下の内容は、Racing Post、BHA、JRA-VAN Ver.World、その他表中に示す出典の情報に基づく。
| 出走日     | 競馬場           | 競走名                  | 格 | 頭数 | 人気           | 着順 | 騎手       | 距離馬場       | タイム  | 着差     | 1着（2着）馬           | 出典          |
| ---------- | ---------------- | ----------------------- | -- | ---- | -------------- | ---- | ---------- | -------------- | ------- | -------- | ---------------------- | ------------- |
| 2020.03.23 | ネース           | 未勝利                  |    | 7    | 03.00（1人）   | 01着 | K.マニング | 芝5f（重）     | 1:04.71 | 1/2馬身  | （Lipizzaner）         |               |
| 0000.10.10 | ニューマーケット | デューハーストS         | G1 | 14   | 026.00（10人） | 10着 | K.マニング | 芝7f（重）     | 1:26.82 | 8馬身3/4 | St Mark's Basilica     |               |
| 0000.10.17 | レパーズタウン   | キラヴランS             | G3 | 7    | 04.00（2人）   | 01着 | K.マニング | 芝7f（稍）     | 1:31.92 | 2馬身1/2 | （Zaffy's Pride）      |               |
| 2021.04.11 | レパーズタウン   | 愛2000ギニーTRS         | L  | 12   | 04.00（2人）   | 01着 | K.マニング | 芝7f（良）     | 1:28.02 | 1馬身1/2 | （Ace Aussie）         |               |
| 0000.05.01 | ニューマーケット | 英2000ギニー            | G1 | 14   | 17.00（9人）   | 01着 | K.マニング | 芝8f（良）     | 1:35.69 | 短アタマ | （Master Of The Seas） |               |
| 0000.05.16 | パリロンシャン   | 仏2000ギニー            | G1 | 12   | 03.70（1人）   | 06着 | K.マニング | 芝1600m（重）  | 1:40.51 | 2馬身1/4 | St Mark's Basilica     | [ 19 ] [ 45 ] |
| 0000.05.22 | カラ             | 愛2000ギニー            | G1 | 11   | 06.00（3人）   | 02着 | K.マニング | 芝8f（重）     | -       | 短アタマ | Mac Swiney             |               |
| 0000.06.15 | アスコット       | セントジェームズパレスS | G1 | 13   | 04.50（1人）   | 01着 | K.マニング | 芝7f213y（良） | 1:37.40 | 4馬身1/4 | （Lucky Vega）         |               |
| 0000.07.28 | グッドウッド     | サセックスS             | G1 | 9    | 02.38（1人）   | 02着 | K.マニング | 芝8f（重）     | 1:43.17 | 1馬身3/4 | Alcohol Free           |               |
| 0000.08.15 | ドーヴィル       | ジャックルマロワ賞      | G1 | 8    | 06.10（2人）   | 02着 | K.マニング | 芝1600m（良）  | 1:36.02 | クビ     | Palace Pier            | [ 29 ] [ 46 ] |
| 0000.09.11 | レパーズタウン   | 愛チャンピオンS         | G1 | 4    | 05.00（3人）   | 03着 | K.マニング | 芝10f（良）    | -       | 3/4馬身  | St Mark's Basilica     |               |

## 種牡馬時代
ヨーロッパでマイルのG1競走を2勝したポエティックフレアは、2022年度、社台スタリオンステーションに初年度の種付料600万円で種牡馬入りした。日本・北海道安平町の同場に英2000ギニー優勝馬、またガリレオ系の競走馬が種牡馬として繋養されるのはともに初めての事例であった。
受胎率が低かった影響で種付頭数は減少しており、2023年には種付料500万円、2024年以降はPRIVATEとされた上、シンジケートも解散している。
産駒は、2025年6月7日にデビュー。同月15日に東京競馬場で行われた2歳新馬において、リアライズシリウスが産駒の初勝利を収めた。
以下の内容は、JBISサーチの情報に基づく。
| 種付年度 | 種付頭数 | 生産頭数 | 血統登録頭数 | 出走頭数 | 勝馬頭数 | 重賞勝馬頭数 | AEI | CEI |
| -------- | -------- | -------- | ------------ | -------- | -------- | ------------ | --- | --- |
| 2022     | 108      | 38       | 37           | 0        | －       | －           | －  |     |
| 2023     | 66       | 20       | 19           | 0        | －       | －           | －  |     |
| 2024     | 7        | 0        | 0            | 0        | －       | －           | －  |     |
| 合計     | 合計     | 合計     | 56           | 0        | －       | －           | －  | －  |

- 情報は、2025年6月6日時点。
- 出走頭数、勝馬頭数、重賞勝馬頭数、アーニングインデックス、コンパラブルインデックスは、平地競走に限る。

## 競走馬としての評価

### G1競走の7連戦
3歳時のポエティックフレアは、5月1日の2000ギニーから9月11日のアイリッシュチャンピオンステークスにかけてG1競走の7連戦を行い、その結果としてG1競走2勝、2着3回および3着1回という成績を残した。レーシングポスト紙のスティーヴ・デニスは、5月から9月にかけてG1競走を8連戦したジャイアンツコーズウェイが「アイアンホース」と称せられた例を踏まえて、本馬を「アイアンホース2世」と形容した。また、デニスは、「忍耐強く、不屈で、一途な」ポエティックフレアを、その生産者および調教師であるジム・ボルジャーに似ていると評している。

### 良馬場巧者
良馬場を得意とし、重馬場は不得手であったとされる。ポエティックフレアの引退に際して、ボルジャーは本馬について「彼が物足りないパフォーマンスをしたのは、馬場が良くなく時計がかかったときだったのです」と振り返った。セントマークスバシリカの6着に敗れ、本馬が3歳時で唯一4着以下に崩れたプールデッセデプーランは、重馬場で施行された競走であった。また、アルコールフリーの2着に敗れたサセックスステークスも道悪であった。他方、ロイヤルアスコット開催の高速馬場で施行されたセントジェームズパレスステークスでは、本馬は4馬身1/4差の圧勝を収めた。

## 血統表
| ポエティックフレアの血統   | ポエティックフレアの血統                 | ポエティックフレアの血統                 | （血統表の出典）                         | （血統表の出典） |
| 父系                       | サドラーズウェルズ系                     | サドラーズウェルズ系                     | サドラーズウェルズ系                     | [ § 2 ]          |
| 父 Dawn Approach 2010 栗毛 | 父の父New Approach 2005 栗毛             | Galileo                                  | Sadler's Wells                           | Sadler's Wells   |
| 父 Dawn Approach 2010 栗毛 | 父の父New Approach 2005 栗毛             | Galileo                                  | Urban Sea                                |                  |
| 父 Dawn Approach 2010 栗毛 | 父の父New Approach 2005 栗毛             | Park Express                             | Ahonoora                                 | Ahonoora         |
| 父 Dawn Approach 2010 栗毛 | 父の父New Approach 2005 栗毛             | Park Express                             | Matcher                                  |                  |
| 父 Dawn Approach 2010 栗毛 | 父の母Hymn of the Dawn 1999 鹿毛         | Phone Trick                              | Clever Trick                             | Clever Trick     |
| 父 Dawn Approach 2010 栗毛 | 父の母Hymn of the Dawn 1999 鹿毛         | Phone Trick                              | Over The Phone                           |                  |
| 父 Dawn Approach 2010 栗毛 | 父の母Hymn of the Dawn 1999 鹿毛         | Colonial Debut                           | Pleasant Colony                          | Pleasant Colony  |
| 父 Dawn Approach 2010 栗毛 | 父の母Hymn of the Dawn 1999 鹿毛         | Colonial Debut                           | Kittihawk Miss                           |                  |
| 母 Maria Lee 2007 鹿毛     | 母の父*ロックオブジブラルタル 1999 鹿毛  | *デインヒル                              | Danzig                                   | Danzig           |
| 母 Maria Lee 2007 鹿毛     | 母の父*ロックオブジブラルタル 1999 鹿毛  | *デインヒル                              | Razyana                                  |                  |
| 母 Maria Lee 2007 鹿毛     | 母の父*ロックオブジブラルタル 1999 鹿毛  | Offshore Boom                            | Be My Guest                              | Be My Guest      |
| 母 Maria Lee 2007 鹿毛     | 母の父*ロックオブジブラルタル 1999 鹿毛  | Offshore Boom                            | Push A Button                            |                  |
| 母 Maria Lee 2007 鹿毛     | 母の母Elida 1994 鹿毛                    | *ロイヤルアカデミー II                   | Nijinsky                                 | Nijinsky         |
| 母 Maria Lee 2007 鹿毛     | 母の母Elida 1994 鹿毛                    | *ロイヤルアカデミー II                   | Crimson Saint                            |                  |
| 母 Maria Lee 2007 鹿毛     | 母の母Elida 1994 鹿毛                    | Saviour                                  | Majestic Light                           | Majestic Light   |
| 母 Maria Lee 2007 鹿毛     | 母の母Elida 1994 鹿毛                    | Saviour                                  | Victorian Queen                          |                  |
| 母系(F-No.)                | (FN:1-n)                                 | (FN:1-n)                                 | (FN:1-n)                                 | [ § 3 ]          |
| 5代内の近親交配            | Northern Dancer 5×5･5･5、His Majesty 5×5 | Northern Dancer 5×5･5･5、His Majesty 5×5 | Northern Dancer 5×5･5･5、His Majesty 5×5 | [ § 4 ]          |
| 出典                       | 1. 2. 3. 4.                              | 1. 2. 3. 4.                              | 1. 2. 3. 4.                              | 1. 2. 3. 4.      |